# Битва при Лаудон-Хилле
Битва при Лаудон-Хилле (англ. Battle of Loudoun Hill) — сражение, произошедшее 10 мая 1307 году между шотландцами во главе с королём Робертом I Брюсом и англичанами под командованием регента Эмера де Валенса (графа Пембрука).

## Предыстория
11 февраля 1306 года Роберт Брюс поднял восстание, убил ставленника английского короля Эдуарда I - Джона III Комина, претендовавшего на престол Шотландии, и 25 марта короновался в Скуне.
В начале 1307 года Брюс высадился в Каррике, и на его поддержку собралось много вооруженных шотландцев. В феврале, сумев избежать окружения в Глен-Труле, Брюс двинулся на север. Вслед за ним следовал Пембрук.

## Ход сражения
Место сражения было оговорено сторонами заранее, что позволило шотландцам подготовить свою позицию и поле боя.
Шотландцы встретили атаку английской конницы линией своих копейщиков, которую англичане не смогли прорвать: они откатились назад, понеся большие потери.
После этого Пембрук отвел своё войско и вернулся в Англию.